# Liste d'incendies en Californie

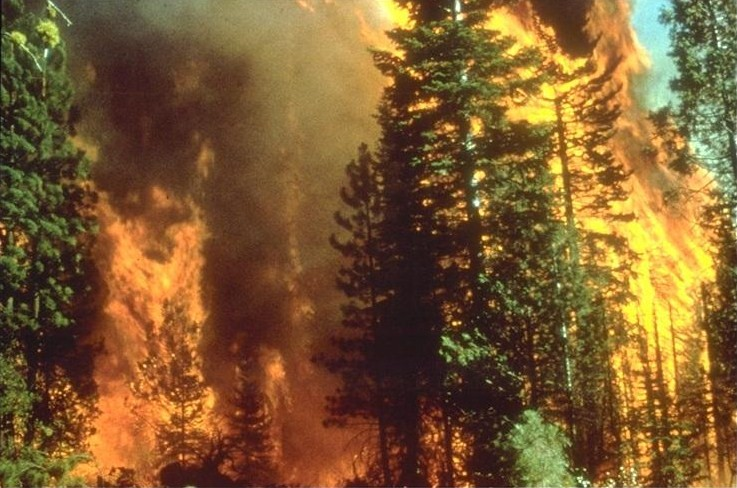
Un feu de forêt en Californie

Ci-dessous suit une liste non exhaustive de grands incendies qui ont eu lieu en Californie.

## Contexte et impact
La Californie rencontre des conditions météorologiques favorables aux incendies à partir de la fin du printemps jusqu'en automne.
Les coûts de la lutte et des dégâts liés à ces incendies s'élèvent annuellement à environ trois milliards de dollars. Ce montant a triplé depuis les années 1990.

## Avant l'an 2000

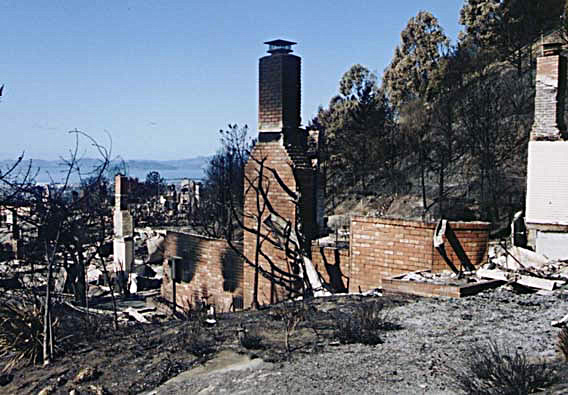
Les vestiges de maisons détruites en 1991.

- Santiago (1889) : 310 000 acres (130 000 ha).
- Berkeley (1923) : 640 structures détruites, dont 584 maisons
- Griffith Park (1933) : 58 décès, dont 29 sapeurs-pompiers.
- Serpent (1953) : 15 sapeurs-pompiers ont été tués dans cet incendie d'origine criminelle.
- De Bel Air (1961) : 484 maisons ont été détruites; 112 blessures.
- Laguna (1970) : 382 maisons brûlées, tuant huit personnes.
- La Grotte Ornée (1990) : 1 mort et 430 bâtiments brûlés dans cet incendie criminel près de Santa Barbara.
- Collines d'Oakland (1991) : 25 personnes tuées. 2 843 maisons détruites.
- Laguna Beach (1993) : 441 maisons détruites, 528 millions de dollars dollars de dégâts (incendie criminel).
- Mont Vision (1995) : 45 maisons détruites (incendie accidentel - feu de camp).

## Après l'an 2000

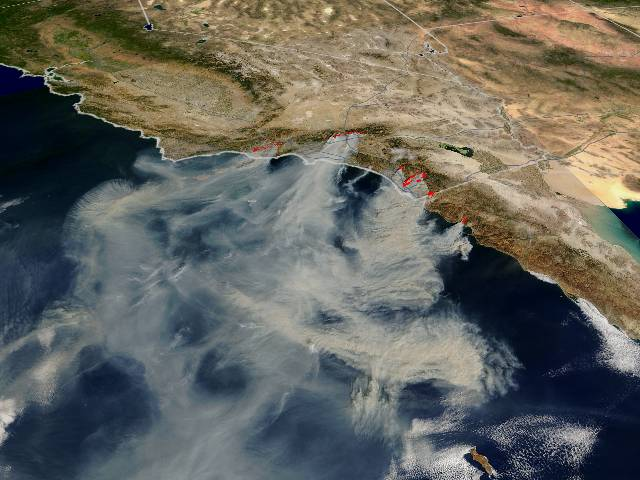
Image Satellite du Cèdre, incendie de 2003.

- Incendies d'octobre 2007
- Incendies de 2015
- Incendies de 2018 (plusieurs)
- Creek Fire (2020)
- El Dorado Fire (2020)
- Incendies de 2025 à Los Angeles

| Mendocino Complex Fire Carr Fire CALIFORNIE 6 août 2018 |

## Analyse
Une étude scientifique menée en 2015 vise à déterminer si l'augmentation des risques d'incendie en Californie est attribuable au changement climatique,.